# 진구지정
진구지정(神宮寺町)은 아키타현 센보쿠군에 설치되었던 정이다. 현재는 아키타현 다이센시 진구지초의 주소명에 해당한다.